# Enrique Sealtiel Alatriste y Lozano
Enrique Sealtiel Alatriste y Lozano (Ciudad de México, 15 de julio de 1949) más conocido como Sealtiel Alatriste, es un escritor, diplomático y promotor cultural mexicano.
Ha sido director comercial y miembro del Consejo de Administración de la editorial Nueva Imagen; coordinador de Difusión Cultural del Instituto Cultural Helénico; director editorial de Alianza Editorial Mexicana y Grupo Editorial Patria; editor asociado del Fondo de Cultura Económica (FCE) y de la Coordinación de Humanidades de la UNAM; editor y director de Alfaguara, México; director de Comunicación y Coordinación Editorial del Grupo Santillana-Alfaguara México; cónsul general de México en Barcelona. Colaborador de los diarios La Jornada, Reforma y la Revista de la Universidad de México. Miembro del SNCA desde 1997. Premio Internacional de Novela Planeta/Joaquín Mortiz 1994 por Verdad de amor.

## Trayectoria
Nació en Ciudad de México el 15 de julio de 1948, es el tercer hijo del matrimonio formado por Sealtiel Alatriste Batalla y Mireya Lozano Pavón.
Estudió Administración de Empresas y Letras Españolas en la Universidad Nacional Autónoma de México (UNAM); obtuvo la Maestría en Estudios Latinoamericanos en la Universidad de Cambridge, en el Reino Unido. 

## Formación
1974-1975
Master in Philosophy (Antes: Diploma en Estudios Latinoamericanos) por la Universidad de Cambridge, Inglaterra, Latin American Studies Center. Tesis: “The English roots of Jorge Luis Borges: the english literary heritage in the short stories of Borges” (Las raíces inglesas de Jorge Luis Borges: La herencia de la literatura inglesa en los cuentos de Borges).
1969-1972
Licenciatura en Letras Españolas, Universidad Nacional Autónoma de México (UNAM), Facultad de Filosofía y Letras. Prerrequisitos para la Maestría en Letras. Tesina de aprobación presentada al Maestro Sergio Fernández: Diálogo entre Segismundo y Sempronio: Una comparación entre La vida es sueño y La Celestina.
1968-1972
Licenciatura en Administración de Empresas, Universidad Nacional Autónoma de México (UNAM), Facultad de Contaduría y Administración. Tesis de licenciatura: El nuevo concepto de Mercadotecnia y su influencia en el servicio a los clientes.
2008-2012
Coordinador de Difusión Cultural de la Universidad Nacional Autónoma de México (UNAM). Durante su gestión se inaugura el Museo Universitario Arte Contemporáneo. Se han puesto en marcha los portales: www.descargacultura.unam.mx  y www.culturaunam.mx 
Actualmente sus artículos se publican en el periódico Reforma de México .
2007
Director de Literatura de la Universidad Nacional Autónoma de México (UNAM). Durante su gestión se llevó a cabo el virtuality (concepto acuñado por Sealtiel Alatriste) literario Caza de letras. Se pusieron en operación los sitios literarios en internet: www.literatura.unam.mx , www.periodicodepoesia.unam.mx , www.materialdelectura.unam.mx , www.puntoenlinea.unam.mx .
2004
Durante el Fórum Universal de las Culturas en Cataluña, organizó uno de los tres eventos de cierre del festival, los Diálogos en los que participaron destacados escritores e intelectuales José Saramago, Susan Sontag, Jorge Semprún, Laura Restrepo, Pere Gimferrer, Peter Esterhazy, Juan Goytisolo, Arturo Pérez-Reverte, Jorge Semprún, Henig Mankell, Carlos Fuentes, Tomás Eloy Martínez y Nélida Piñón. Durante dos días se llevaron a cabo cuatro mesas que congregaron a miles de personas.
2001-2004
Cónsul General de México en Barcelona. Durante su gestión se reorganizó el Consulado y se convirtió en una entidad de apoyo a la cuenca mediterránea, se ampliaron los vínculos empresariales y comerciales entre México y Cataluña, se compró una nueva sede para el Consulado, La casa Mulley Affid, un edificio catalogado que fue construido por el arquitecto Catalán Puig y Cadafalch. Está ubicada en el Paseo de la Bonanova No. 55. Esta nueva sede incluye una biblioteca puesta en marcha con el apoyo de Fondo de Cultura Económica de México y una sala de videoconferencias patrocinada por el Tecnológico de Monterrey en donde se realizan reuniones culturales, empresariales y políticas que acercan a los dos países.
2000-2001
Director de Comunicación y Coordinación Editorial del Grupo Santillana, para México y América Latina, dentro del Grupo PRISA. Se integraron a México varias de las empresas del grupo PRISA que solo actuaban en España, y se creó una política conjunta de comunicación para hacer un grupo local que pudiera expandir su actividad empresarial.
1991-1999
Director General de la Editorial Aguilar, Altea, Taurus y Alfaguara con sede en la ciudad de México, dentro del grupo Santillana. A partir de 1991 Alfaguara se convierte en el sello literario de referencia para América Latina y España. En 1991 se creó una Dirección General conjunta entre España y México que permitió la difusión de autores de todos los países en el vasto territorio de nuestra lengua, logrando así que escritores mexicanos como Juan Villoro y Carmen Boullosa fueran publicados simultáneamente en México y España. Autores españoles como Arturo Pérez-Reverte, Javier Marías o Juan José Millás llegaron también al público mexicano. Se empezó a publicar la obra de los grandes escritores de la lengua española: Carlos Fuentes, Mario Vargas Llosa, Juan Carlos Onetti, y Julio Cortázar, entre otros.
1990-1991
Coordinador Editorial para América Latina de la Editorial Aguilar, Altea, Taurus y Alfaguara, dentro del Grupo Santillana. En este período se creó la red de distribución del Grupo Santillana en América Latina, lo que le permitió ser la primera editorial que distribuyó su fondo en todos los países de lengua española.
1986-1990
Director Editorial de Alianza Editorial en México, dentro del Grupo Editorial Patria-Anaya. Se reorganizaron todos los sellos de Editorial Patria y se difundió masivamente la colección de libro de bolsillo de Alianza. Alianza Editorial fue un puntal para la integración hispano-latinoamericana y a partir del catálogo mexicano se empezaron a publicar autores españoles en México y autores mexicanos en España, cerrando así la brecha intercontinental abierta debido a las grandes crisis económicas de América Latina en la década de los 80.
1985-1986
Coordinador de Difusión Cultural del Instituto Cultural Helénico en la Ciudad de México, en donde se impulsó el teatro clásico y moderno. Se construyó el teatro La Capilla que sirvió para lanzar nuevos valores teatrales. Se crearon diplomados en Literatura e Historia del Arte con reconocimiento de la UNAM y la Secretaría de Educación Pública en México.
1976-1985
Fundador y Director Editorial de Editorial Nueva Imagen, México. La Editorial Nueva Imagen se convirtió en una de las casas editoriales de vanguardia del pensamiento latinoamericano en la segunda parte de la década de los 70 y en los 80, aprovechando la presencia de destacados intelectuales sudamericanos en México. En este tiempo se empezó a publicar la obra de Mario Benedetti y Julio Cortázar, y de ensayistas como Ariel Dorfman, Néstor García Canclini y Olac Fuentes Molinar. Además, se introdujo la serie de Mafalda a México.
1973
Fundador de la librería El Juglar al lado de Germán Dehesa y Xavier Maldonado. Durante el lapso en que fue socio de este espacio se fundó y empezó a gestionarse editorial Nueva Imagen. Se realizó el Primer Congreso de Poetas Independientes bajo el lema ideado en conjunto con Rosalba Garza “Según el último censo hay seis millones de poetas en México”. Asimismo, se dio tanto orden administrativo como estructura empresarial a El Juglar.
Feria Internacional del Libro de Guadalajara. Desde el inicio de este encuentro en 1987, ha participado activamente en el mismo. Fue uno de los primeros editores que se sumó a la Feria llevando por vez primera a un premio Nobel, Wiliam Golding (autor de El señor de las moscas). En 2004 participó de manera central en la organización de la presencia de Cataluña como invitada especial. En 2005, 2006 y 2007 organizó los Diálogos con escritores como José Saramago, Carlos Fuentes, Claudio Magris, Alessandro Baricco, Mario Vargas Llosa y Vicente Molina Foix. También ha sido ponente, moderador de mesas y presentador de numerosos libros.
De igual modo, su presencia ha sido constante en otras ferias del libro y encuentros literarios nacionales e internacionales: Feria del libro del Palacio de Minería (México), Feria del libro de Monterrey, México, Feria del libro en La Habana, Cuba, Feria del libro de Madrid en el Parque del Retiro, España, Feria del libro de Frankfurt, Alemania, Feria del libro de Valladolid, España, Salón del libro de París, Francia, Feria libro de Bogotá, Colombia, Feria del libro de Buenos Aires, Argentina, Feria del libro de Veracruz, México. Entre otros encuentros literarios ha sido invitado al Primer encuentro de escritores del Pacífico, al Foro por el Fomento del libro y la lectura en Chaco, Argentina, a los Encuentros de verano en la Universidad de Brown, Estados Unidos, por mencionar algunos.
Ha sido asesor de instituciones culturales y empresas editoriales.

## Medios electrónicos
Ha colaborado en Radio ABC, 760 KH AM, México donde elaboraba cápsulas literarias, y en los programas de Televisa, En vivo y Para gente adulta, en los que semanalmente comentaba libros.
Con frecuencia aparece en medios radiofónicos, televisivos, impresos y de Internet en los que se busca su opinión en temas relacionados con la política y la cultura nacional e internacional.

## Premios
- Premio Internacional de Novela Planeta/Joaquín Mortiz 1994, con Verdad de amor.

## Obra publicada
- Demonios de la culpa

1.ª edición: Editorial Alfaguara, México 2024.
- Ensayo sobre la ilusión

1.ª edición: Editorial Alfaguara, México 2011
- Geografía de la ilusión

1.ª edición: Editorial Taurus Ediciones, México 2011
* '''Besos pintados de carmín'''
1.ª edición: Editorial Alfaguara, México 2008
- Conjura en la Arcadia

1.ª edición: Editorial Tusquets, México, 2003
1.ª edición: Editorial Tusquets, España, 2003
- El daño

1.ª edición: Espasa Calpe, España, 2000
1.ª edición: Editorial Sudamericana, Argentina, 2000
Leer más...
- Los desiertos del alma, relato de la muerte de mi madre

1.ª edición: Editorial Océano, 1997
2.ª edición: Editorial Océano, 1998
- En defensa de la envidia

1.ª edición: Editorial Planeta, 1992
2.ª edición: Editorial Planeta, 1993
- Verdad de amor

Premio Internacional de Novela Planeta
1.ª edición: Editorial Planeta 1994
2.ª edición (corregida) Ediciones del Bronce, 1998, España
3.ª edición (corregida) Editorial Planeta, 1999, México
- Quien sepa de amores

1.ª edición: Editorial Joaquín Mortiz, 1989
2.ª edición: Editorial Joaquín Mortiz, 1990
3.ª edición: Editorial Planeta, 1994
- Tan pordiosero el cuerpo

1.ª edición: Fondo de Cultura Económica, 1987
2.ª edición: Fondo de Cultura Económica, 1994
- Por vivir en quinto patio

1.ª edición: Editorial Joaquín Mortiz, 1985
2.ª edición: Editorial Joaquín Mortiz, 1986
3.ª edición: Editorial Planeta, 1994
- Artículos
- Periódico Reforma, México, sección Cultura (1997 a la fecha), columna De memoria, que aparece quincenalmente los sábados. En este segmento recoge tanto parte del anecdotario histórico-cultural de México, con referencias a escritores, músicos y actores de cine, guiándose por las efemérides en curso o sucesos de actualidad. A la fecha han aparecido más de 400 crónicas.
- Anteriormente, una vez al mes aparecía un artículo de opinión en la página editorial del Reforma que era reproducido simultáneamente en los periódicos El Norte de la ciudad de Monterrey, Nuevo León y Mural de la ciudad de Guadalajara, Jalisco.
- Revista Universidad de México, México. Crónicas bajo el título Obituarios a destiempo (2004 – 2008). En estos textos se evoca a personajes significativos en la vida cultural de México y el mundo.
- Revista Algarabía. (2009). Crónicas sobre temas de cultura popular.
- El Periódico de Cataluña, publicado en español y catalán (2003 a la fecha). Colabora con artículo en la sección Cultura, sobre temas de actualidad.
- Periódico Corriere della sera, Milán, Italia (2004 – 2007). En la sección cultural, una vez al mes, aparecía un artículo sobre algún pintor y un cuadro en particular seleccionados por la publicación.
- Periódico El País, España y México (1995 a la fecha). Cada dos meses aparecía un artículo de opinión en las páginas editoriales, tanto en la edición española como en la catalana y la mexicana. Esporádicamente aparecen artículos de cultura en torno a aspectos de actualidad en América Latina.
- Revista Siempre! Durante tres años (1995 – 1997), semanalmente apareció la columna Recuento que daba noticia de diversos asuntos culturales de la vida española y latinoamericana.
- Periódico Público, Guadalajara, México. Artículos sobre temas culturales inspirados por la memoria (1997-1999).
- Periódico La Jornada, México, escribió artículos periodísticos sobre temas culturales en forma seriada (1988-1995).
- Periódico Siglo XXI, Guadalajara, México. Escribió artículos periodísticos sobre temas culturales. (1995-1996)
- Revista Nexos, México (1990 – 1997). Dirigió la sección de libros y de manera esporádica escribe artículos sobre diversos temas.

## Escándalo y renuncia
En febrero de 2012, Sealtiel Alatriste renunció tanto al premio Villaurrutia, como a su puesto en la UNAM debido a acusaciones de plagio.

## Acusaciones de plagio y derivaciones de obras en Alfaguara
Se acusa a Enrique Sealtiel Alatriste y Lozano de haber aprovechado su posición como director de Editorial Santillana-Alfaguara México para robar manuscritos de escritores menos conocidos y favorecer a escritores famosos como Arturo Pérez-Reverte, José Saramago, Héctor Aguilar Camín, Carmen Boullosa y Carlos Fuentes. 